# Zafferana Etnea
Zafferana Etnea (Zafarana en sicilien) est une commune italienne de la province de Catane dans la région Sicile. 

## Culture
- Prix Brancati

## Administration
| Période                                  | Période | Identité | Étiquette | Qualité |
| ---------------------------------------- | ------- | -------- | --------- | ------- |
|                                          |         |          |           |         |
| Les données manquantes sont à compléter. |         |          |           |         |

### Hameaux
Fleri, Pisano, Petrulli; Sarro-Civita, Passopomo, Airone-Emmaus, Poggiofelice, Caselle.

### Communes limitrophes
Aci Sant'Antonio, Acireale, Adrano, Belpasso, Biancavilla, Bronte, Castiglione di Sicilia, Giarre, Maletto, Milo (Italie), Nicolosi, Pedara, Randazzo, Sant'Alfio, Santa Venerina, Trecastagni, Viagrande.